# Overlord és az Underwood család
Az Overlord és az Underwood család (eredeti cím: Overlord and the Underwoods) 2021-ben vetített kanadai szitkom, amelyet Anthony Q. Farrell és Ryan Wiesbrock alkotott. A főbb szerepekben Darryl Hinds, Patrice Goodman, Ari Resnick, Kamaia Fairburn, Troy Feldman, Jann Arden és Jayne Eastwood látható.
Angliában 2021. október 4-én a Nickelodeonon, Kanadában 2021. október 29-én a CBC Gemen mutatták be. Magyarországon a Nickelodeon 2022. március 6-án, míg a TeenNick október 3-án mutatta be.

## Cselekmény
A sorozat középpontjában az Underwood nevű észak-amerikai család áll, akiknek az élete fenekestül felfordul, amikor a galaxis második legkeresettebb bűnözője, távoli unokatestvérük, Overlord otthonukban keres menedéket. Overlord egy idegen, aki a tanuvédelmi program keretein belül kerül az Underwood nevű családhoz.

## Szereplők
| Szereplő         | Színész           | Magyar hang             |
| ---------------- | ----------------- | ----------------------- |
| Jim Underwood    | Darryl Hinds      | Szabó Máté              |
| Flower Underwood | Patrice Goodman   | Majsai-Nyilas Tünde     |
| Weaver Underwood | Ari Resnick       | Molnár Olivér           |
| Willow Underwood | Kamaia Fairburn   | Dolmány-Bogdányi Korina |
| Overlord         | Troy Feldman      | Varga Gábor             |
| R0-FL            | Jann Arden (hang) | Zakariás Éva            |
| Nana Kirkland    | Jayne Eastwood    | Bókai Mária             |

### Magyar változat
- Főcím: Pál Tamás
- Főcímdal: Ekanem Bálint
- Magyar szöveg: Persik Tünde
- Dalszöveg és zenei rendező: Császár Bíró Szabolcs
- Hangmérnök: Policza Imre, Bőhm Gergő, Hegede Béla
- Vágó: Házi Sándor, László László
- Gyártásvezető: Dezsi Kovács Éva
- Szinkronrendező: Bartucz Attila
- Produkciós vezető: Koleszár Emőke

## Évados áttekintés
| Évad | Évad | Epizódok | Eredeti sugárzás  | Eredeti sugárzás | Angol sugárzás   | Angol sugárzás    | Magyar sugárzás a -on | Magyar sugárzás a -on | Magyar sugárzás a -en | Magyar sugárzás a -en |
| Évad | Évad | Epizódok | Évadpremier       | Évadfinálé       | Évadpremier      | Évadfinálé        | Évadpremier           | Évadfinálé            | Évadpremier           | Évadfinálé            |
| ---- | ---- | -------- | ----------------- | ---------------- | ---------------- | ----------------- | --------------------- | --------------------- | --------------------- | --------------------- |
|      | 1    | 20       | 2021. október 29. | 2022. január 21. | 2021. október 4. | 2022. március 27. | 2022. március 6.      | 2022. június 17.      | 2022. október 3.      | 2022. október 28.     |

## Évadok

### 1. évad (2021-2022)
| #   | Eredeti cím                             | Magyar cím                           | Eredeti premier   | Angol premier     | Magyar premier a -on | Magyar premier a -en | Gyártási kód |
| --- | --------------------------------------- | ------------------------------------ | ----------------- | ----------------- | -------------------- | -------------------- | ------------ |
| 1.  | Overstaying Your Welcome                | Alkalmatlan vendég                   | 2021. október 29. | 2021. október 4.  | 2022. március 6.     | 2022. október 3.     | 101          |
| 2.  | Overthrowing the Underscores            | Felülmúlni az Aláhúzást              | 2021. október 29. | 2021. október 5.  | 2022. március 8.     | 2022. október 4.     | 102          |
| 3.  | Undersized                              | Alulméretezve                        | 2021. október 29. | 2021. október 6.  | 2022. március 9.     | 2022. október 5.     | 103          |
| 4.  | Slime and Understanding                 | Nyálka és megértés                   | 2021. október 29. | 2021. október 7.  | 2022. március 10.    | 2022. október 6.     | 104          |
| 5.  | Into the Underbrush                     | A vadonban                           | 2021. október 29. | 2021. október 11. | 2022. március 11.    | 2022. október 7.     | 105          |
| 6.  | Game Over!                              | A játéknak vége                      | 2021. október 29. | 2021. október 12. | 2022. március 14.    | 2022. október 10.    | 106          |
| 7.  | 3 Easy Overpayments                     | Szuperturmix                         | 2021. október 29. | 2021. október 13. | 2022. március 15.    | 2022. október 11.    | 107          |
| 8.  | Not Under My Roof!                      | Az én házamban nem                   | 2021. október 29. | 2021. október 14. | 2022. március 16.    | 2022. október 12.    | 108          |
| 9.  | 13 Going on Overlord                    | Kalandos szülinap                    | 2021. október 29. | 2021. október 18. | 2022. március 17.    | 2022. október 13.    | 109          |
| 10. | Undercover LARP                         | Szerepjáték                          | 2021. október 29. | 2021. október 19. | 2022. március 18.    | 2022. október 14.    | 110          |
| 11. | Overshooters                            | Nemek harca                          | 2022. január 21.  | 2022. február 26. | 2022. június 6.      | 2022. október 17.    | 111          |
| 12. | Overdue Update                          | Rendszerfrissítés                    | 2022. január 21.  | 2022. február 27. | 2022. június 7.      | 2022. október 18.    | 112          |
| 13. | Overexposed                             | Fotóbomba                            | 2022. január 21.  | 2022. március 5.  | 2022. június 8.      | 2022. október 19.    | 113          |
| 14. | Family Over Frabjleplarm                | A család mindenek felett             | 2022. január 21.  | 2022. március 6.  | 2022. június 9.      | 2022. október 20.    | 114          |
| 15. | Overpiece Theatre                       | Színház a világ                      | 2022. január 21.  | 2022. március 12. | 2022. június 10.     | 2022. október 21.    | 115          |
| 16. | Overlock Holmes and the Undercooked Pie | Overlock Holmes és az Underwood pite | 2022. január 21.  | 2022. március 13. | 2022. június 13.     | 2022. október 24.    | 116          |
| 17. | Do-over and Over and Over               | Újra és újra és újra                 | 2022. január 21.  | 2022. március 19. | 2022. június 14.     | 2022. október 25.    | 117          |
| 18. | Under the Sea Land                      | Orkatolvaj                           | 2022. január 21.  | 2022. március 20. | 2022. június 15.     | 2022. október 26.    | 118          |
| 19. | One Year Over-versary                   | Egyéves Over-forduló                 | 2022. január 21.  | 2022. március 26. | 2022. június 16.     | 2022. október 27.    | 119          |
| 20. | Over the Moon                           | A búcsú                              | 2022. január 21.  | 2022. március 27. | 2022. június 17.     | 2022. október 28.    | 120          |

## Gyártás
A sorozatot 2021. március 16-án jelentették be, és ugyanazon a napon a Nickelodeon, az Egyesült Államokbeli BYU TV, a kanadai CBC és az Egyesült Királyságbeli ITV elővásárolta.
A sorozat gyártása 2021. júniusában kezdődött meg az ontarioi Oakville-ben.
A BYU TV 2021. november 8-án elkezdte sugározni a sorozatot az alkalmazásában és a weboldalán.